# Eddie Dennis
Eddie Dennis (nacido el 22 de marzo de 1986) es un luchador profesional y exprofesor de matemáticas galés. Actualmente trabaja como escritor y productor de NXT para la empresa estadounidense WWE.
Dennis ha sido una vez campeón mundial al ser Campeón Mundial Unificado de Progress. También fue una vez Campeón en Parejas de Progress con Mark Andrews (en una ocasión).

## Carrera

### Inicios
Dennis comenzó su carrera de luchador en 2008, mientras trabajaba a tiempo completo como profesor de matemáticas en Cardiff, y luego en Berkshire. En 2016, Dennis dejó su trabajo como profesor principal para convertirse en un luchador a tiempo completo. A pesar de un primer intento fallido con la WWE en 2017, más tarde lucharía en el primer show de NXT UK, en los Plymouth Pavilions.
Dennis debutaría para la WWE contra Sid Scala. 
Dennis es conocido por haber trabajado en promociones notables en el Reino Unido, ¡incluyendo Attack! Pro Wrestling, Pro Wrestling Pride, Revolution Pro Wrestling y PROGRESS Wrestling. Dennis encabezó PROGRESS Wrestling 76 contra Mark Andrews en una partida de Tablas, Escaleras y Sillas.

### Defender Indy Wrestling
Dennis es el cofundador de "Defend Indy Wrestling", una marca de ropa para fanáticos de la lucha libre. Inspirado por el mensaje "DEFEND Pop Punk" propagado por la banda estadounidense Man Overboard , Dennis creó la marca en 2011 con sus compañeros luchadores británicos Pete Dunne y Mark Andrews, produciendo camisetas, sudaderas y otros accesorios.

### WWE (2018-2022, 2023-presente)
En el NXT UK del 22 de octubre, derrotó a Oliver Carter.
En el NXT UK emitido el 19 de mayo, fue derrotado por Wild Boar en un Dog Collar Match.
El 18 de agosto de 2022, Dennis fue liberado de su contrato por WWE. Sin embargo, el 3 de mayo de 2023, menos de dos meses después de retirarse como luchador, fue recontratado por WWE como escritor y productor para la marca NXT, con sede en Estados Unidos.

## Campeonatos y logros
- Attack! Pro Wrestling
  - ATTACK! 24:7 Championship (4 veces)[4]
  - ATTACK! Championship	(2 veces)[4]

- Pro Wrestling Chaos
  - King Of Chaos Championship (1 vez)[4]
  - Knights Of Chaos Championship (1 vez) - con Alex Steele[4]

- Progress Wrestling
  - Progress Tag Team Championship (1 vez) - con Mark Andrews[4]
  - Progress Tag Team Title Tournament (2014) – con Mark Andrews[5]
  - Progress Unified World Championship (1 vez)

- South Coast Wrestling
  - One To Watch Trophy Championship[6]

- Triple X Wrestling
  - TXW Championship[4]

- Entertainment Wrestling Association 
  - EWA Championship